# Waleri Alexandrowitsch Tschechow
Waleri Alexandrowitsch Tschechow (russisch Валерий Александрович Чехов; * 27. November 1955 in Moskau) ist ein russischer Großmeister im Schach.

## Leben
Zu Tschechows größten Turniererfolgen zählt der Gewinn der Junioren-Weltmeisterschaft 1975 in Tjentište, er wurde im selben Jahr Internationaler Meister des Weltschachverbandes FIDE und trägt seit 1984 den Titel eines Großmeisters.
Waleri Tschechow war Schüler des bekannten Schachtrainers Mark Dworezki und veröffentlichte 1994 ein Buch zur Eröffnungstheorie der Sizilianischen Verteidigung (Sizilianisch Sweschnikow-Variante – richtig gespielt. Beyer, Hollfeld 1994, ISBN 3-89168-044-9).
Tschechows Elo-Zahl beträgt 2457 (Stand: Juni 2015), er hat aber seit dem 5. Estrin-Memorial in Moskau im März 2005 keine Elo-gewertete Partie mehr gespielt und wird daher als inaktiv geführt. Seine höchste Elo-Zahl war 2550 im Januar 1992.

## Vereine
In der sowjetischen Vereinsmeisterschaft spielte Tschechow 1980 und 1982 für Lokomotiv, 1984 für den Armeesportklub ZSKA Moskau, mit dem er auch den European Club Cup 1988 gewann.
In Deutschland war Tschechow war jahrelang für den SV Empor Berlin aktiv, zu DDR-Zeiten für Empor HO Berlin, den DDR-Mannschaftsmeister von 1990, und nach der Wende für den SV Empor Berlin e.V. In der deutschen 1. Bundesliga spielte er von 1991 bis 1993 und hatte in der Saison 1996/97 einige Einsätze, außerdem spielte er von 1993 bis 1998 mit der zweiten Mannschaft von Empor Berlin in der Oberliga und 2. Bundesliga. In der polnischen Mannschaftsmeisterschaft spielte Tschechow 1990 für KS Piast Słupsk und von 1991 bis 1993 für KS Górnik Zabrze.